# Franc Pirkovič
Franc Pirkovič, partizansko ime "Čort", slovenski partizan, politični komisar, prvoborec, politik, diplomat * 14. marec 1914, Šentjernej, † 20. december 1989, Ljubljana.
Med študijem na ljubljanski univerzi je začel delovati v levičarskem gibanju. Leta 1941 je vstopil v NOB. Sprva je bil poveljnik Gorjanskega bataljona, nato politični komisar Gubčeve brigade, kasneje pa je postal inštruktor (pomočnik načelnika personalnega oddelka) Glavnega štaba NOV in POS. Po vojni je vodil jugoslovansko delegacijo za repatriacijo na Dunaju. 1962–63 je bil predsednik republiškega zbora Ljudske skupščine LRS, nato do 1967 generalni konzul SFRJ, 1968–71 predsednik Slovenske izseljenske matice.
Njegov brat je bil Ivo Pirkovič (1909–1985). Njegova žena je bila Vilma Pirkovič Bebler, s katero je imel hči Jelko.

## Napredovanja
- rezervni polkovnik JLA

## Odlikovanja
- red bratstva in enotnosti II. stopnje
- red partizanske zvezde II. stopnje
- red za hrabrost
- red zaslug za ljudstvo II. stopnje
- partizanska spomenica 1941